# Valerij Ustjužin
Valerij Mironovič Ustjužin (in russo Валерий Миронович Устюжин?; Novokuzneck, 4 aprile 1945 – Rivne, 2 settembre 2010) è stato un sollevatore sovietico campione mondiale ed europeo che gareggiò nella categoria dei pesi massimi (fino a 110 kg.).

## Biografia
Nato nell'Oblast' di Kemerovo, Siberia asiatica sud-occidentale, Valerij Ustjužin si trasferì a Rivne, in Ucraina, dopo aver prestato nella stessa città il servizio militare e dove cominciò a praticare il sollevamento pesi.
Nel 1974 vinse il campionato nazionale sovietico e fu convocato ai successivi Campionati europei di Verona, dove vinse la medaglia d'oro con 390 kg. nel totale, davanti al bulgaro Valentin Hristov (387,5 kg.) e al tedesco orientale Jürgen Ciezki (370 kg.).
Qualche mese dopo conquistò la medaglia d'oro ai Campionati mondiali di Manila con 380 kg. nel totale, battendo Jürgen Ciezki (377,5 kg.) ed il connazionale Jurij Zajcev (367,5 kg.).
Dopo questi successi non ebbe più risultati rilevanti a livello internazionale.
Nel corso della sua carriera stabilì due record mondiali nella prova di slancio.